# Myrsine salignifolia
Myrsine salignifolia là một loài thực vật có hoa trong họ Anh thảo. Loài này được (Willd. ex Schult. & Schult. f.) DC. mô tả khoa học đầu tiên năm 1844.